# Szabó Károly (tűzoltó)
Szabó Károly (Homokmégy, 1944. július 8. –) nyugalmazott tűzoltó ezredes. A Tűzoltó Múzeum volt igazgatója, Baranya, illetve Pest megye tűzoltóparancsnoka.

## Életrajza
Hivatásos tűzoltóként dolgozott 1967-től Pécsett, majd 1982-ben került Budapestre a Tűzoltó Múzeumba, melynek több évig volt az igazgatója. Ezt követően az Tűzoltóság Országos Parancsnokságán tevékenykedett, majd a Fővárosi Tűzoltóparancsnokság parancsnok-helyettese, Baranya megye, illetve Pest megye tűzoltóparancsnokaként is dolgozott. Pest megyei parancsnokként vonult nyugállományba 1996. szeptember 30-án.
Egész életét a tűz elleni védekezés aktív résztvevőjeként töltötte a tűzoltóságon beavatkozóként, később vezetőként. Érdeklődése a tűz elleni védekezés mellett annak története felé irányult. Eddig több mint 85 publikációja jelent meg különböző fórumokon.

## Tanulmányok, könyvek és egyéb publikációk a tűzvédelem művelése során
- 1. Műszaki irányelvek a létesítmények tűzvédelmi értékeléséhez, a tűzvédelmi műszaki leírás elkészítéséhez (1978.) Megjelent: NIM Tűzvédelmi Tájékoztató 11. sz. 61-109. oldal.
- 2. Tűz elleni védekezés kialakulása és fejlődése 1945-ig, különös tekintettel Pécs tűzvédelmére (1978.) Pécs I. díj; Baranya I. díj; országos III. díj.
- 3. Módszertani útmutató a létesítés tűzvédelmi szabályainak alkalmazásához (1982.) Megjelent: önálló könyv BM Könyvkiadó
- 4. Krónika, tűzoltó emlékek, 100, 50, 25 éve írták, nevezetes tűzesetek felkutatása, szerkesztése, publikálása (1983-87.) Megjelent: Tűzvédelem folyóiratban (1983. jan. 1. - 1987. jan. 1. havonta)
- 5. Tűzoltó Múzeum nyílt Pribyslavban (1983.) Megjelent: Tűzvédelem 35. évf. 10. sz. 14-15. oldal
- 6. Magyarország tűzrendészeti igazgatásának kialakulása és fejlődése (1983.) Megjelent: jogi egyetem évfolyamdolgozat
- 7. A tűzrendészeti felügyelet kialakulása és fejlődése (1984.) Megjelent: Tűzvédelem 36. évf. 2. sz. 24-25. oldal
- 8. A mentésügy történetéből (1984.) Megjelent: Tűzvédelem 36. évf. 3. sz. 14. oldal
- 9. A diáktűzoltókról (1984.) Megjelent: Tűzvédelem 36. évf. 5. sz. 24. oldal
- 10. A bőrtömlőtől a szintetikusig (1984.) Megjelent: Tűzvédelem 36. évf. 8. sz. 26. oldal
- 11. A Tűzoltó Múzeum Évkönyve I. 1984. (1985.) Megjelent: önálló könyv, kiadó: BM TOP TM. Az évkönyv kezdeményezője, megvalósítója, szervezője, szerkesztője
- 12. Megjelent az első évkönyv! (1985.) Megjelent: Tűzvédelem 37. évf. 9. sz. 25. oldal
- 13. A tűz elleni védekezés szervezete és feladata Magyarországon (1985.) Megjelent: jogi egyetemen doktori disszertáció
- 14. A Tűzoltó Múzeum Évkönyve II. 1985. (1986.) Megjelent: önálló könyv, kiadó: BM TOP TM Kezdeményezője, szervezője, szerkesztője, szerzője
- 15. Pécs tűzvédelmének kialakulása és fejlődése a legrégebbi időktől az önkéntes tűzoltóság megalakulásáig (1986.) Megjelent: TM Évkönyve II. 1985. 17-78. oldal
- 16. Magyarország első tűzrendészeti törvénye és annak végrehajtási jogszabálya (1986.) Megjelent: TM Évkönyve II. 1985. 101-129. oldal
- 17. Dr. Szilágyi János - Dr. Szabó Károly: A tűzrendészet fejlődése az őskortól a modern időkig (1986.) Megjelent: önálló könyv BM Könyvkiadó
- 18. A tűz gyújtása; Tűzoltás; A tűz tudománya; A tűz varázsa; Tűz a lakásban; Tűzvészek (1986.) Megjelent: Nimród Rejtvényújság 1986/4.
- 19. A közvetlen tűz- és robbanásveszély megállapításának, fogalom-meghatározásának jogi minősítésének és szankcionálásának problémái (1986.) Megjelent: 4 fő apparátus: nyilvános szakmai vita
- 20. Tűzoltósisakok - Tűzoltónaptáron ugyanabból (1987.) Megjelent: Tűzvédelem 39. évf. 1. sz. 9. oldal
- 21. Csukott sisak rostéllyal (1987.) Megjelent: Igaz Szó 1987/3.
- 22. Regős - Juhász - Minárovics - dr. Szabó: Tűzkatasztrófák. A lelkiismeret szava parancs (Chicago-i iskolatűz) novella (1987.) Megjelent: Népszava, SZÖVORG
- 23. A Tűzoltó Múzeum Évkönyve III. 1986-1987. (1988.) Megjelent: önálló könyv, kiadó: BM TOP TM kezdeményezője, szervezője, szerkesztője
- 24. Pécs tűzvédelmének története a dualista Magyarországon 1867-1918. (1988.) Megjelent: TM Évkönyve III. 1986-1987. 96-243. oldal A téma első feldolgozása.
- 25. Nemzetközi összefogás a tűzvészek ellen. Adatok a nemzetközi tűzoltószövetség történetéhez (1988.) Megjelent: TM Évkönyve III. 1986-1987. 247-386. oldal
- 26. A Tűzoltó Múzeum IV. évkönyvének kézirata (1988.) nem jelent meg.
- 27. Pécs tűzvédelme 1920-1948. (1988.) Megjelent: TM Évkönyve IV.
- 28. Tűzoltóegyenruhákról (1988.) Megjelent: TV film - Pécsi Körzeti Stúdió
- 29. 40 éves az állami tűzoltóság (1988.) Megjelent: Tűzvédelem 40. évf. 10. sz. 4-5. oldal Megjegyzés: 18 lap
- 30. Gróf Széchenyi Ödön tűzvédelmi munkássága Konstantinápolyban (1989.) tudományos emlékülés előadása
- 31. Az első országos kiállítás tűzoltósága és tűzvédelme 1885-ben Budapesten (1989.) előadás
- 32. Magyarország tűzvédelmi igazgatásának rendszere 1918-1945. (1990.) Megjelent: Tűzvédelmi Tájékoztató I. évf. 4. sz.
- 33. A szakhatósági eljárás módszertana (1990.) Megjelent: BM TOP - kiadása elmaradt
- 34. Bevezetés a tűzvédelmi igazgatásba (1990.) Megjelent: Ybl Miklós ÉMF főiskolai jegyzet
- 35. Flórián a védőszent, adatok Szent Flórián élettörténetéhez, legendájához (1991.) Megjelent: önálló könyv (füzet) kiadó: SZÖVORG
- 36. A közvetlen tűzveszély és fogalmának kialakulása (1991.) Megjelent: Tűzvédelmi Tájékoztató 2. évf. 2. sz. 3-7. oldal
- 37. A közvetlen tűz- és robbanásveszély megállapítása, jogi szabályozása, minősítése, fogalmának elemei és a fogalom meghatározása (1991.) Megjelent: Tűzvédelmi Tájékoztató 2. évf. 5. sz. 28-38. oldal
- 38. A közvetlen tűz- és robbanásveszélyes állapot esetén alkalmazott szankció sajátosságai és fogalma (1992.) Megjelent: Tűzvédelmi Tájékoztató 3. évf. 2. sz. 24-29. oldal
- 39. A budapesti tűzoltóságról (múlt, jelen) (1992.) Megjelent: Budapest Lexikon (MTA)
- 40. Tűzoltósisakok Magyarországon (1993.) Megjelent: kézirat
- 41. Ünnepi beszéd Tűzoltó Napra (1994.) Megjelent: országos, Baranya megyei.
- 42. Gróf Széchenyi Ödön (előadás) (1995.) előadás (felolvasta: dr. Bende Péter ales.)
- 43. 125 éves a fővárosi hivatásos tűzoltóság (1995.) előadás
- 44. Pest - Buda - Óbuda tűzvédelmének és tűzoltó szervezeteinek megalakulása és működése a dualizmus időszakában (?) Megjelent: kézirat
- 45. Pest Megyei Tűzoltóság Évkönyve (1996.) Megjelent: 1.000 példányban
- 46. Tűzoltóképzés Magyarországon a kezdetektől a III. évezred küszöbéig (1999-2000.) Megjelent: Flórián exPress-ben folyamatosan jelent meg
- 47. Az írott szó a tűzvédelem szolgálatában (A tűzvédelmi szaksajtó története) (1999-2000.) Megjelent: Flórián exPress-ben folyamatosan jelent meg
- 48. A munkahelyi tűzvédelem kialakulása és fejlődése Magyarországon (2000.) Megjelent: Tűzvédelem c. szakanyagban jelent meg név nélkül
- 49. Természeti és civilizációs katasztrófák elleni védelem Magyarországon (2001.) Megjelent: BM megrendelésre, de nem jelent meg, mert közben a szervezet megváltozott.